# Litoria
Sous-famille
Genre
Synonymes
- Ranoidea Tschudi, 1838
- Lepthyla Duméril & Bibron, 1841
- Pelobius Fitzinger, 1843
- Polyphone Gistel, 1848
- Chiroleptes Günther, 1859 "1858"
- Hylomantis Peters, 1880
- Dryomantis Peters, 1882
- Coggerdonia Wells & Wellington, 1985
- Colleeneremia Wells & Wellington, 1985
- Llewellynura Wells & Wellington, 1985
- Mahonabatrachus Wells & Wellington, 1985
- Pengilleyia Wells & Wellington, 1985
- Rawlinsonia Wells & Wellington, 1985
- Saganura Wells & Wellington, 1985
- Sandyrana Wells & Wellington, 1985

Litoria est un genre d'amphibiens de la famille des Pelodryadidae, le seul de la sous-famille des Pelobiinae.

## Répartition
Les 106 espèces de ce genre se rencontrent en Australie, dans l'Est de l'Indonésie, en Papouasie-Nouvelle-Guinée et aux Salomon.
Des espèces ont été introduites en Nouvelle-Calédonie, au Vanuatu, à Guam et en Nouvelle-Zélande.

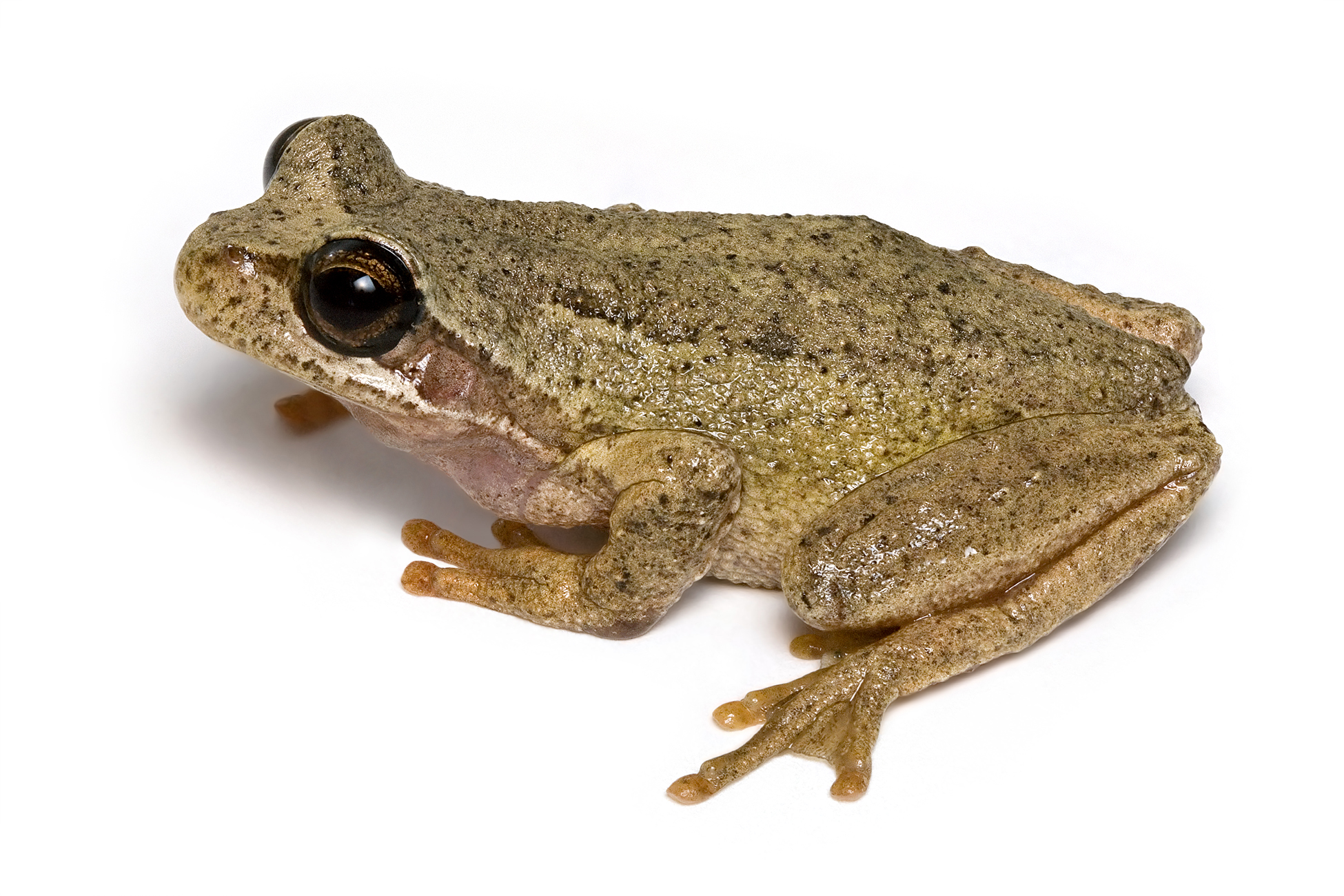
Une grenouille gris-vert aux grands yeux noirs bordés de dorés et à la peau légèrement grumeleuse : Litoria ewingii

## Liste des espèces
Selon Amphibian Species of the World (1 mars 2025) (Cette liste est incomplète pour l'instant):
- Litoria adelaidensis (Gray, 1841)
- Litoria albolabris (Wandolleck, 1911)
- Litoria amboinensis (Horst, 1883)
- Litoria angiana (Boulenger, 1915)
- Litoria arfakiana (Peters & Doria, 1878)
- Litoria auae Menzies & Tyler, 2004
- Litoria aurifera Anstis, Tyler, Roberts, Price & Doughty, 2010
- Litoria australis (Gray, 1842)
- Litoria axillaris Doughty, 2011
- Litoria becki (Loveridge, 1945)
- Litoria biakensis Günther, 2006
- Litoria bibonius Kraus & Allison, 2004
- Litoria bicolor (Gray, 1842)
- Litoria burrowsi (Scott, 1942)
- Litoria capitula (Tyler, 1968)
- Litoria castanea (Steindachner, 1867)
- Litoria chloristona Menzies, Richards & Tyler, 2008
- Litoria chloronota (Boulenger, 1911)
- Litoria chrisdahli Richards, 2007
- Litoria christianbergmanni Günther, 2008
- Litoria congenita (Peters & Doria, 1878)
- Litoria contrastens (Tyler, 1968)
- Litoria cooloolensis Liem, 1974
- Litoria coplandi (Tyler, 1968)
- Litoria corbeni (Wells & Wellington, 1985)
- Litoria darlingtoni (Loveridge, 1945)
- Litoria dentata (Keferstein, 1868)
- Litoria dorsalis Macleay, 1878
- Litoria electrica Ingram & Corben, 1990
- Litoria eucnemis (Lönnberg, 1900)
- Litoria eurynastes Menzies, Richards & Tyler, 2008
- Litoria everetti (Boulenger, 1897)
- Litoria ewingii (Duméril & Bibron, 1841)
- Litoria fallax (Peters, 1880)
- Litoria flavescens Kraus & Allison, 2004
- Litoria freycineti Tschudi, 1838
- Litoria gasconi Richards, Oliver, Krey & Tjaturadi, 2009
- Litoria havina Menzies, 1993
- Litoria hilli Hiaso & Richards, 2006
- Litoria humboldtorum Günther, 2006
- Litoria hunti Richards, Oliver, Dahl & Tjaturadi, 2006
- Litoria inermis (Peters, 1867)
- Litoria iris (Tyler, 1962)
- Litoria jervisiensis (Duméril & Bibron, 1841)
- Litoria jeudii (Werner, 1901)
- Litoria latopalmata Günther, 1867
- Litoria leucova (Tyler, 1968)
- Litoria littlejohni White, Whitford & Mahony, 1994
- Litoria lodesdema Menzies, Richards & Tyler, 2008
- Litoria longicrus (Boulenger, 1911)
- Litoria longirostris Tyler & Davies, 1977
- Litoria louisiadensis (Tyler, 1968)
- Litoria lutea (Boulenger, 1887)
- Litoria majikthise Johnston & Richards, 1994
- Litoria mareku Günther, 2008
- Litoria megalops Richards & Iskandar, 2006
- Litoria meiriana (Tyler, 1969)
- Litoria microbelos (Cogger, 1966)
- Litoria micromembrana (Tyler, 1963)
- Litoria modica (Tyler, 1968)
- Litoria mucro Menzies, 1993
- Litoria multicolor Günther, 2004
- Litoria multiplica (Tyler, 1964)
- Litoria mystax (Van Kampen, 1906)
- Litoria nasuta (Gray, 1842)
- Litoria nigrofrenata (Günther, 1867)
- Litoria nigropunctata (Meyer, 1875)
- Litoria obtusirostris Meyer, 1875
- Litoria oenicolen Menzies & Zweifel, 1974
- Litoria ollauro Menzies, 1993
- Litoria olongburensis Liem & Ingram, 1977
- Litoria pallida Davies, Martin & Watson, 1983
- Litoria paraewingi Watson, Loftus-Hills & Littlejohn, 1971
- Litoria peronii (Tschudi, 1838)
- Litoria personata Tyler, Davies & Martin, 1978
- Litoria pronimia Menzies, 1993
- Litoria prora (Menzies, 1969)
- Litoria pygmaea (Meyer, 1875)
- Litoria quadrilineata Tyler & Parker, 1974
- Litoria revelata Ingram, Corben & Hosmer, 1982
- Litoria richardsi Dennis & Cunningham, 2006
- Litoria rothii (De Vis, 1884)
- Litoria rubella (Gray, 1842)
- Litoria rubrops Kraus & Allison, 2004
- Litoria scabra Günther & Richards, 2005
- Litoria singadanae Richards, 2005
- Litoria spartacus Richards & Oliver, 2006
- Litoria spinifera (Tyler, 1968)
- Litoria staccato Doughty & Anstis, 2007
- Litoria thesaurensis (Peters, 1877)
- Litoria timida Tyler & Parker, 1972
- Litoria tornieri (Nieden, 1923)
- Litoria tyleri Martin, Watson, Gartside, Littlejohn & Loftus-Hills, 1979
- Litoria umarensis Günther, 2004
- Litoria umbonata Tyler & Davies, 1983
- Litoria vagabunda (Peters & Doria, 1878)
- Litoria verae Günther, 2004
- Litoria verreauxii (Duméril, 1853)
- Litoria viranula Menzies, Richards & Tyler, 2008
- Litoria vocivincens Menzies, 1972
- Litoria wapogaensis Richards & Iskandar, 2001
- Litoria watjulumensis (Copland, 1957)
- Litoria wisselensis (Tyler, 1968)
- Litoria wollastoni (Boulenger, 1914)
- Litoria zweifeli (Tyler, 1967)
- Incertae Sedis :
  - Litoria papua (Van Kampen, 1909)
- Litoria eungellensis (Price Hoskin & et al., 2025)

## Taxinomie
Ce genre a été redéfini par Duellman, Marion et Hedges en 2016.

## Publications originales
- Tschudi, 1838 : Classification der Batrachier, mit Berucksichtigung der fossilen Thiere dieser Abtheilung der Reptilien, p. 1-99 (texte intégral).
- Fitzinger, 1843 : Systema Reptilium, fasciculus primus, Amblyglossae. Braumüller et Seidel, Wien, p. 1-106. (texte intégral).